# Горохівський Леон Теодорович
Левко Федорович Горохівський  (за паспортом Леон Теодорович, 15 лютого 1943, Носів — 1 листопада 2010, Київ) — український громадський та політичний діяч.

## Життєпис
Народився 15 лютого 1943 (село Носів, Підгаєцький район, Тернопільська область); українець; батько Теодор Григорович (1912-1978) — столяр; мати Марія Павлівна (1914—1959) — колгоспниця; дочка Соломія (1982) — студент Національного університету «Києво-Могилянська академія».
Освіта: Львівський політехнічний інститут, інженерно-будівельний факультет (1959—1965), інженер-будівельник.
Народний депутат України 12(1)-го скликання з 03.1990 (1-й тур) до 04.1994, Бережанський виборчій округ № 356, Тернопільська область. Член Комісії з питань державного суверенітету, міжреспубліканських і міжнаціональних відносин. Входив до Народної ради.
Народний депутат України 2-го склик. з 04.1994 (2-й тур) до 04.1998, Бережанський виб. окр. № 358, Терноп. обл., висун. УРП. Член Комітету з питань ядерної політики та ядерної безпеки. Член депутатської фракції НРУ (до цього — групи «Конституційний центр», групи «Державність»). На час виборів: ВР України, член Комісії з питань державного суверенітету; член УРП.
- 1965-1969 — інженер-будівельник рембудтресту, місто Рівне; інженер-конструктор, керівник архітектурно-будівної групи проектного інституту, місто Тернопіль.
- 1969-1973 — ув'язнений за статтею 62 ч.1 КК УРСР («антирадянська агітація і пропаганда») на 4 роки суворого режиму (табори Мордовії).
- З 1973 — інженер-проектант проектного інституту, місто Тернопіль.
- З 1986 — на Тернопільському комбайновому заводі.

Член УГС (з 08.1988), з 01.1989 — голова Тернопільської обласної організації УГС.
1989 — заснував газету «Тернистий шлях» (орган Тернопільської УГС і УРП).
Співголова Тернопільського Руху (1989-1090).
Член УРП (1990-1997, з 1999), 1990-1992, 1999-01.2000 — голова Тернопільської обласної організації УРП, 05.1992-1995 — заступник голови УРП, 1990-1996 — член Проводу УРП.
1997-1999 — член РХП, голова Тернопільської обласної організації РХП, член Центрального проводу РХП.
В.о. заступника голови УРП (07.1999-11.2000); член Центрального проводу УРП (з 1999); почесний голова Тернопільської обласної організації УРП; член Форуму національного порятунку (з 2001).
Голова Тернопільського земляцтва в місті Києві (січень 1998-квітень 2000), член ради земляцтва (2000—2002), заснував газету земляцтва «Бюлетень Тернопілля» (1998).
Почесний професор Тернопільського технічного університету імені Івана Пулюя (червень 1997).
Орден «За заслуги» III ступеня (серпень 1998).
Захоплення: книги.
Помер 1 листопада 2010.